# Bistum Jasikan
Das Bistum Jasikan (lat.: Dioecesis Iasikanensis) ist eine in Ghana gelegene römisch-katholische Diözese mit Sitz in Jasikan.

## Geschichte
Das Bistum Jasikan wurde am 19. Dezember 1994 durch Papst Johannes Paul II. mit der Apostolischen Konstitution Progrediens aus Gebietsabtretungen des Bistums Keta-Ho errichtet und dem Erzbistum Accra als Suffraganbistum unterstellt. Erster Bischof wurde Gabriel Akwasi Abiabo Mante.

## Bistumsstruktur
Die Region in der das Bistum liegt ist infrastrukturell vernachlässigt, so gab es bei Gründung des Bistums kein Bischofshaus, kein Telefon und auch keine Elektrizität. Durch Unterstützung der Hilfswerke Missio, Misereor, Kirche in Not und Kindermissionswerk gelang es die Infrastruktur deutlich zu verbessern. Auch unterhält die Diözese Partnerschaften mit der deutschsprachigen katholischen Seelsorgestelle Provence-Alpes-Côte d’Azur und dem Kloster Plankstetten.